# Кето
Кето (грч. Κῆτος, Kētos) је у грчкој митологији била морско чудовиште и божанство мора, пород Геје и Понта. 

## Митологија
Представљала је персонификацију опасности мора, непознатих ужаса и бизарних створења. Њено име значи морско чудовиште и из њега је изведен назив за китове (Cetacea). Са својим братом Форком, који је био господар блиставог мора, имала је бројно и чудовишно потомство: граје, горгоне, змаја који је чувао јабуке у врту Хесперида, као и саме Хеспериде, Скилу, сирене, Ехидну и друга чудовишта. У грчкој уметности представљана је као змијолика риба.
Према њој је назван астероид 65489 Кето, а постоји и истоимено сазвежђе.

## Океанида
У грчкој митологији, Кето је име и једне од Океанида. Њу је волео Хелије и са њом имао кћерку Астрис (или Астерију).